# Associazione Calcio Siena 1950-1951
Questa voce raccoglie le informazioni riguardanti l'Associazione Calcio Siena nelle competizioni ufficiali della stagione 1950-1951.

## Rosa
| N. |                   | Ruolo | Calciatore         |
| -- | ----------------- | ----- | ------------------ |
|    | Italia (bandiera) | C     | G. Barcelli        |
|    | Italia (bandiera) | C     | Adolfo Bellucci    |
|    | Italia (bandiera) | C     | Celeste Berto      |
|    | Italia (bandiera) | C     | Antonio Frugoli    |
|    | Italia (bandiera) | P     | Azelio Gervasi     |
|    | Italia (bandiera) | C     | Alvaro Giovannelli |
|    | Italia (bandiera) | D     | Pietro Gnesin      |
|    | Italia (bandiera) | A     | G. Grazioli        |

| N. |                   | Ruolo | Calciatore         |
| -- | ----------------- | ----- | ------------------ |
|    | Italia (bandiera) | P     | Ennio Macchi       |
|    | Italia (bandiera) | A     | C. Petrini         |
|    | Italia (bandiera) | A     | Bruno Porcelli     |
|    | Italia (bandiera) | D     | Rigoletto Puggelli |
|    | Italia (bandiera) | A     | Franco Rossi       |
|    | Italia (bandiera) | A     | Armando Serlupini  |
|    | Italia (bandiera) | A     | Astorre Zanolla    |